# Deserto dell'Asia centrale meridionale
Il deserto dell'Asia centrale meridionale è un'ecoregione dell'ecozona paleartica, definita dal WWF (codice ecoregione: PA1312), situata in Asia centrale, prevalentemente nelle regioni centrali del Turkmenistan, ma anche in zone limitrofe di Uzbekistan e Kazakistan.

## Territorio
I deserti meridionali si estendono dalle coste orientali del mar Caspio (a ovest) fino al corso medio del Syr Darya (a est) e ai contrafforti delle montagne dell'Asia centrale. Comprendono le pianure costiere del Caspio, la parte meridionale dell'altopiano di Ustyurt, l'altopiano di Krasnovodsk, il deserto del Karakum e la parte meridionale del deserto del Kyzylkum. Il clima della regione presenta alcuni indizi della transizione verso un clima di tipo subtropicale. Sua caratteristica principale è la grande quantità di calore generata dalle temperature medie annue (circa 16 °C), considerevolmente più elevate di quelle dei deserti settentrionali. Lo schema delle precipitazioni è quello tipico della regione mediterranea. L'ecoregione riceve in media 70–125 mm di pioggia all'anno, che cadono soprattutto in inverno, primavera e, in quantità minore, autunno. Nel cuore dell'estate non piove quasi mai, e questo provoca una prolungata pausa estiva nell'attività biotica. Gli inverni sono miti, con temperature medie di gennaio comprese tra 5 e -1 °C. Nei deserti meridionali la neve non copre mai il suolo troppo a lungo. Brevi nevicate possono cadere tra la metà di dicembre e la fine di febbraio.
Una vasta area dei deserti meridionali è occupata da distese di sabbia. Qui sono situati due tra i più grandi deserti dell'Asia, il Karakum e il Kyzylkum. Oltre ad un desolato ed arido altopiano (l'Ustyurt), si trovano qui anche le pianure alluvionali attraversate dai fiumi Amu Darya, Tedzhen, Murghab e Zeravshan. Nelle rocce paleozoiche del Kyzylkum si trovano anche alcune montagne poco elevate (760–920 m). Il sud della regione è occupato dai contrafforti settentrionali elevati ed inclinati del Kopet Dag, mentre le regioni lungo la costa del Caspio e le depressioni sono occupate da basse pianure di solonchak.

## Flora
I deserti meridionali si distinguono da quelli settentrionali per alcuni cambiamenti nelle specie di piante dominanti e per un numero maggiore di forme effimere e semi-effimere. Questa differenza è correlata alle temperature più miti di inverno e inizio primavera dei deserti meridionali. Il verde delle piante effimere (Bromus spp., Malcolmia spp., Koelpinia spp., Amberboa spp.) e semi-effimere (Eremurus spp., Rheum spp., Tulipa spp., Gagea spp.) domina il paesaggio in marzo e aprile. A partire dalla fine di maggio queste piante terminano la loro crescita annuale. L'estate è un periodo caratterizzato da una lunga siccità.

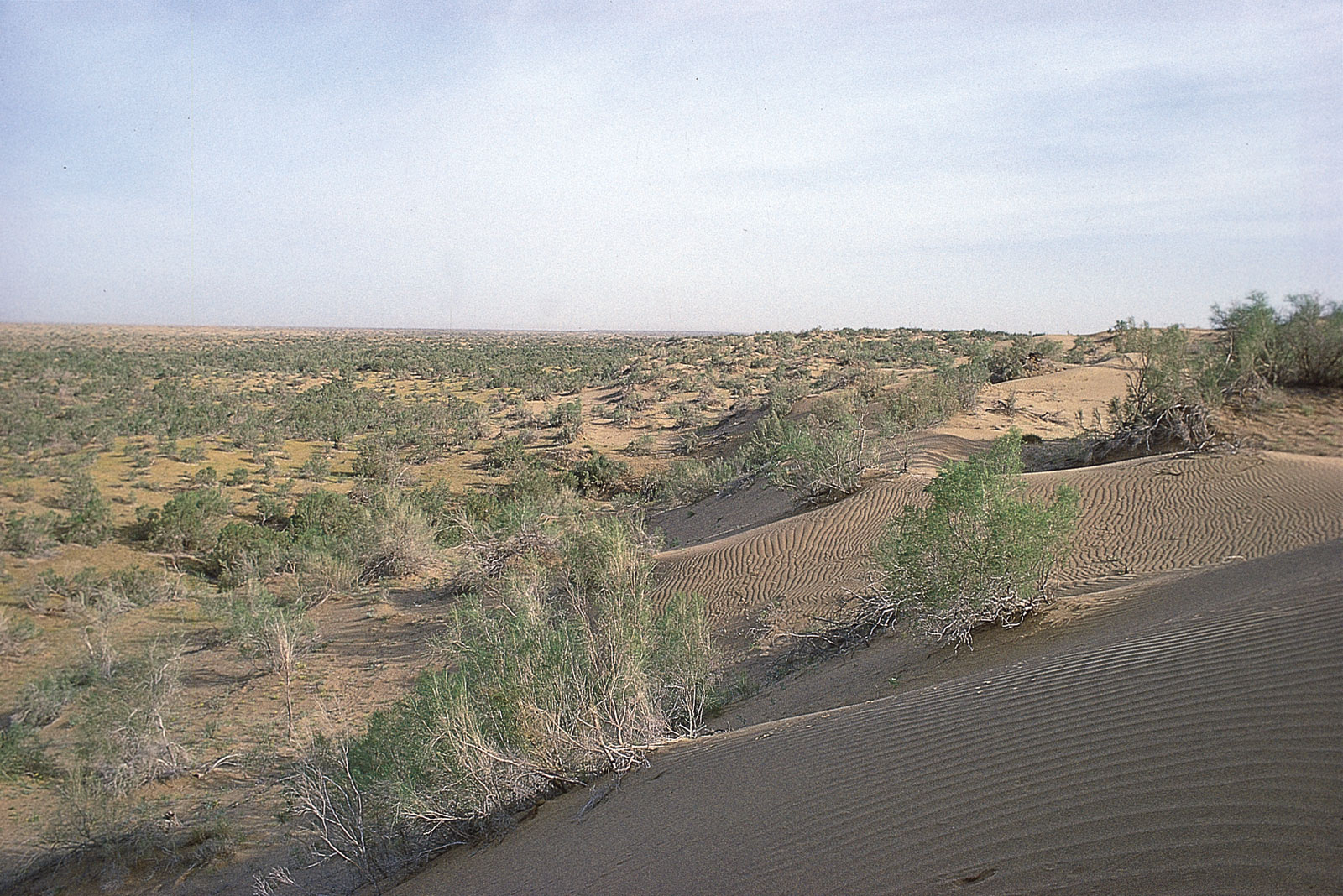
Vegetazione nel deserto del Karakum

La struttura della vegetazione del deserto è strettamente correlata con le condizioni edafiche. Saxaul bianchi (Haloxylon persicum) e neri (H. ammodendron), alberelli alti 3–10 m, occupano vaste aree dei deserti di sabbia. Nei deserti meridionali sono numerose le specie endemiche (ad esempio Salsola richteri, Halothamnus subaphyllus, Ephedra strobilacea, Ferula foetida). L'acacia delle sabbie (Ammodendron conollyi) cresce sulle barcane (dune di sabbia a forma di mezzaluna). In questa regione è presente una gran varietà di specie di arbusti, come Calligonum leucocladum, C. eriopodum e C. setosum.
Comunità di salsola bianca (Salsola arbuscula) e artemisia, con un certo numero di specie endemiche (Artemisia kemrudica, A. dimoana, Seriphidium diffusum, S. arenicola, Mausolea eriocarpa), sono presenti su suoli sabbiosi poco profondi e sabbie limose. La presenza di una vegetazione deserticola con prevalenza degli endemismi Astragalus villosissimus e Convolvulus hamadae è un aspetto caratteristico della parte orientale della regione. Salsole perenni (Salsola gemmascens, S. orientalis) prevalgono su terreni argillosi. Specie semi-arbustive succulente e alofile, quali Halostachys belangeriana, Halocnemum strobilaceum, Suaeda microphylla e Salsola dendroides, crescono sui solonchak.

## Fauna
La fauna dei deserti è caratterizzata da un alto numero di endemismi. Particolarmente ricca è la fauna dei deserti di sabbia. Tra gli insetti, numerosi sono le cavallette, i tenebrionidi, gli scarabeidi, le farfalle, le termiti e le formiche. Anche i rettili sono molto numerosi e la maggioranza delle specie presenti in questi ecosistemi è autoctona e appartenente alla tipica erpetofauna dell'Asia centrale.
I mammiferi più comuni del deserto sono il riccio dalle orecchie lunghe (Hemiechinus auritus), il riccio di Brandt (Paraechinus hypomelas) e la lepre di Tolai (Lepus tolai). Vive qui anche una grande varietà di roditori quali gerbilli (Rhombomys spp., Meriones spp.) e più di dieci specie di gerboa (Allactaga, Dipus, Paradipus, Eremodipus, Stylodipus). Alcuni abitanti tipici del deserto, invece, sono divenuti estremamente rari e sono in pericolo di estinzione, come il tasso del miele (Mellivora capensis), il caracal (Caracal caracal), il gatto delle sabbie (Felis margarita), l'onagro (Equus hemionus), la gazzella gozzuta (Gazella subgutturosa) e la puzzola marmorizzata (Vormela peregusna).
Tra gli endemismi figurano il ghiro del deserto (Selevinia betpakdalaensis), il gerboa dalle dita a pettine (Paradipus ctenodactylus), il gerboa pigmeo di Heptner (Salpingotus heptneri) e il gerboa pigmeo pallido (S. pallidus). Endemici sono anche alcuni generi di mammiferi, quali Diplomesodon, Spermophilopsis, Pygeretmus, Allactodipus, Eremodipus e molti altri. Tra i felini il gatto di Pallas (Otocolobus manul) è divenuto ormai raro, il ghepardo (Acinonyx jubatus) è scomparso completamente dall'ecoregione e il piccolo gatto delle sabbie è presente unicamente nella aree di dune in cui crescono alberi di saxaul.
Tra gli uccelli più comuni figurano le allodole (Calandrella spp., Galerida spp.), le sassicole (Oenanthe isabellina, O. deserti), la silvia del deserto (Sylvia nana), l'allodola del deserto (Ammomanes deserti), il corvo imperiale collobruno (Corvus ruficollis), la ghiandaia terragnola del Turkestan (Podoces panderi), l'averla maggiore (Lanius excubitor) e il passero del deserto (Passer simplex). Tra gli uccelli di maggiori dimensioni ricordiamo l'ubara asiatica (Chlamydotis macqueenii), la grandule mediterranea (Pterocles alchata), la ganga (P. orientalis), il corrione biondo (Cursorius cursor), l'aquila reale (Aquila chrysaetos), l'aquila delle steppe (A. nipalensis), il biancone eurasiatico (Circaetus gallicus), il capovaccaio (Neophron percnopterus) e il falco sacro (Falco cherrug). La ghiandaia terragnola del Turkestan (Podoces panderi) è un insolito membro della famiglia dei Corvidi particolarmente raro. Raro è pure il passero di Zarudny (Passer zarudnyi).
Tra i rettili ricordiamo l'agama testa di rospo dell'Uzbekistan (Phrynocephalus rossikowi), l'agama testa di rospo macchiata (P. guttatus), l'agama testa di rospo di Strauch (P. strauchi), l'agama testa di rospo dalla coda nera (P. maculatus), l'agama testa di rospo di Lichtenstein (P. interscapularis), vari gechi (Alsophylax pipiens, A. laevis), il geco dagli occhi a rana (Teratoscincus scincus), lo scinco serpente di Chernov (Ophiomorus chernovi), l'eremia delle sabbie (Eremias scripta), l'eremia dagli ocelli neri (E. nigrocellata), il varano del deserto (Varanus griseus), il serpente derafshi (Lytorhynchus ridgewayi) e il cobra dell'Asia centrale (Naja oxiana).

## Popolazione
La popolazione umana dell'ecoregione del deserto dell'Asia centrale meridionale è molto scarsa e prevalentemente concentrata lungo i principali fiumi (Amu Darya, Tedzhen, Murghab, Zeravshan), presso le oasi o nelle aree periferiche dove le condizioni permettono una vita più stabile. I grandi spazi desertici interni sono quasi disabitati, a eccezione di piccoli insediamenti di pastori nomadi o semi-nomadi, che si dedicano tradizionalmente all'allevamento di ovini, caprini, cammelli e, in misura minore, bovini.
La densità abitativa resta tra le più basse del continente euroasiatico, con villaggi e piccole città dislocati soprattutto ai margini dell'ecoregione, in prossimità delle aree irrigate o nei pressi delle fonti d'acqua. Le attività economiche principali sono l'allevamento transumante, la coltivazione irrigua (in particolare la produzione di cotone, frumento e ortaggi), la raccolta di legna da ardere e, nelle aree più ricche di minerali, l'estrazione di gas naturale e di altre risorse minerarie.
Nei deserti del Karakum e del Kyzylkum, i pochi insediamenti sono spesso legati alle reti di irrigazione e ai grandi canali artificiali (come il Canale del Karakum), che permettono lo sviluppo di coltivazioni intensive e la presenza di piccoli centri urbani, alcuni dei quali cresciuti considerevolmente negli ultimi decenni grazie a progetti di bonifica e sviluppo agricolo. Tuttavia, la maggior parte della popolazione della regione preferisce le aree più favorevoli della fascia pedemontana, dove il clima è meno estremo e la presenza di acqua consente uno stile di vita meno precario.
Il nomadismo tradizionale, un tempo dominante in queste vaste distese, è in gran parte scomparso o si è molto ridotto a causa delle trasformazioni ambientali, delle politiche di sedentarizzazione del periodo sovietico e dell'espansione delle aree coltivate. Tuttavia, piccoli gruppi di pastori nomadi o semi-nomadi esistono ancora nelle zone meno accessibili del deserto, specialmente nei periodi più miti dell'anno.
Nel complesso, la pressione antropica resta relativamente contenuta rispetto ad altre regioni dell'Asia centrale, ma negli ultimi decenni lo sviluppo agricolo, il prelievo eccessivo di risorse naturali (acqua e vegetazione legnosa), e la crescita di alcuni centri urbani, soprattutto in Turkmenistan e Uzbekistan, hanno aumentato l'impatto umano sugli ecosistemi desertici, favorendo il degrado di alcuni habitat e la rarefazione di specie animali e vegetali tipiche della regione.

## Conservazione
Le principali minacce antropogeniche sono l'agricoltura, in particolare la produzione di cotone irriguo, la caccia e il bracconaggio, e l'utilizzo eccessivo della vegetazione legnosa per la produzione di legna da ardere e di seta. Nelle zone non irrigate il pascolo incontrollato del bestiame è una pratica diffusa. La costruzione non regolamentata di strade costituisce una minaccia per ecosistemi desertici particolarmente fragili.
Il saxaul e altri alberi e arbusti vengono abbattuti indiscriminatamente per ricavare legna da ardere. Negli ultimi cinque-sette anni, l'area ricoperta da saxaul si è dimezzata, e il terreno è divenuto incline all'erosione. La riduzione delle specie originarie ha incoraggiato la diffusione del muschio del deserto (Syntrichia caninervis), specie di nessun valore nutritivo per la fauna selvatica che impedisce il reinsediamento di forme più alte di piante autoctone.
Alcune specie selvatiche, in particolare di rettili, vengono catturate per essere vendute agli zoo o ai collezionisti privati. La cattura dei serpenti velenosi ha ridotto drasticamente il numero di esemplari di specie rare come il cobra dell'Asia centrale (Naja oxiana) e l'echide carenato (Echis carinatus), così come di molte specie più comuni.